# Ruský Potok
Ruský Potok (russinisch Руський Потiк/Ruskyj Potik; ungarisch Oroszpatak) ist eine Gemeinde im Okres Snina (Prešovský kraj) im äußersten Osten der Slowakei mit 111 Einwohnern (Stand 31. Dezember 2024) in der traditionellen Landschaft Zemplín.

## Geographie
Die Gemeinde befindet sich in einem kleinen Talkessel innerhalb des Gebirges Bukovské vrchy, nahe den Grenzen zu Polen und zur Ukraine. Das Ortszentrum liegt auf einer Höhe von 443 m n.m. und ist 31 Kilometer von Snina entfernt.
Nachbargemeinden sind Runina im Norden, Zboj im Osten, Uličské Krivé im Südosten, Kolbasov im Süden und Südwesten sowie Topoľa im Westen.

## Geschichte

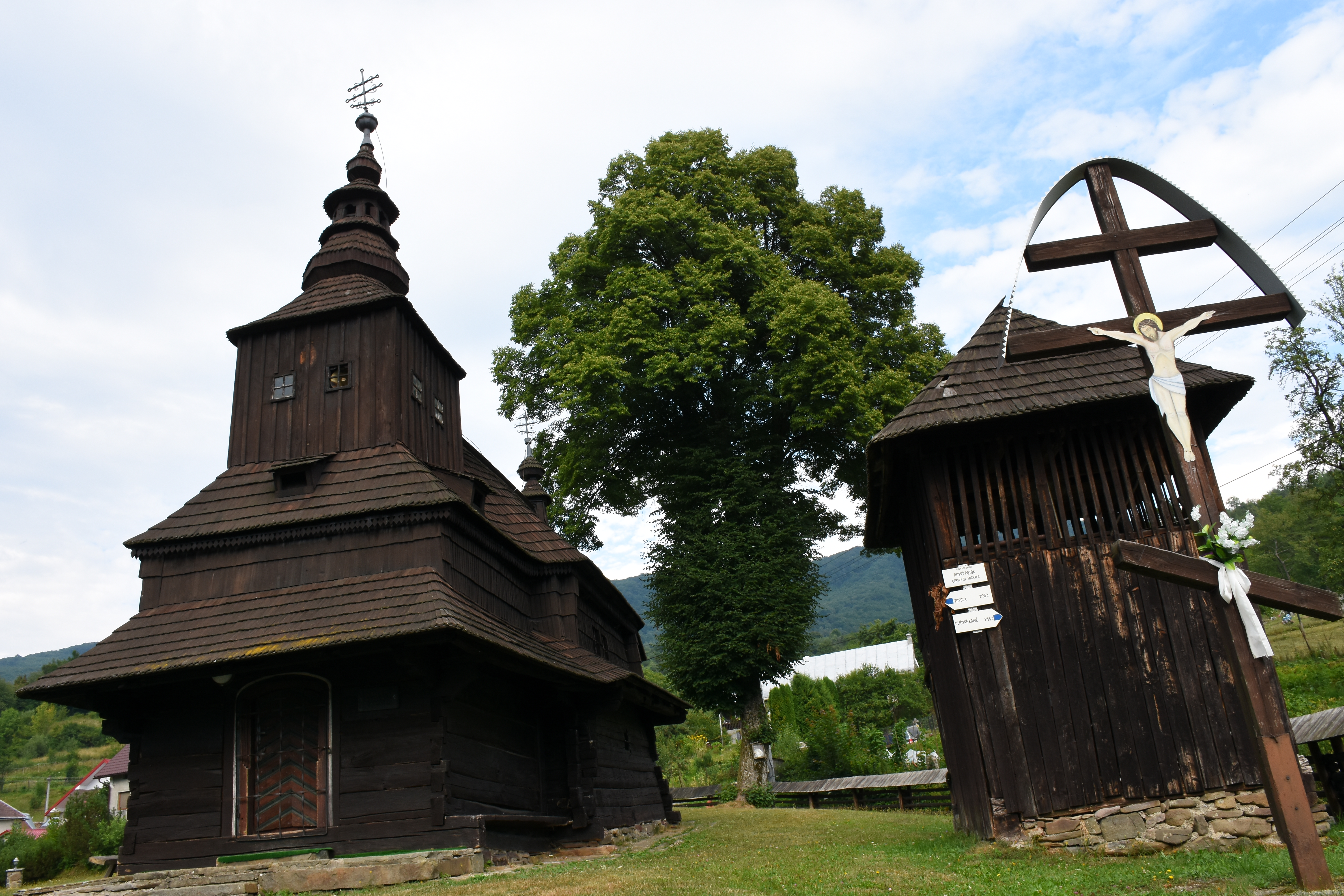
Ansicht der Holzkirche und des -glockenturms

Der Ort entstand im 16. Jahrhundert nach walachischem Recht auf dem Herrschaftsgebiet von Humenné und wurde zum ersten Mal im Jahre 1598 schriftlich erwähnt. Ruský Potok war ein kleines Dorf, 1720 gab es sechs bewohnte Haushalte, dazu eine Wassermühle. 1787 stammten die Besitzer aus dem Geschlecht Mariássy, im 19. Jahrhundert aus dem Geschlecht Dessewffy. 1828 zählte man 40 Häuser und 299 Einwohner.
Bis 1918 gehörte der im Komitat Semplin liegende Ort zum Königreich Ungarn und kam danach zur Tschechoslowakei beziehungsweise heute Slowakei. Infolge des Slowakisch-Ungarischen Krieges gehörte das Dorf 1939–1944 noch einmal zu Ungarn.

## Bevölkerung
| Jahr                | 1994 | 2004     | 2014     | 2024     |
| ------------------- | ---- | -------- | -------- | -------- |
| Anzahl der Personen | 191  | 152      | 135      | 111      |
| Unterschied         |      | −20,41 % | −11,18 % | −17,77 % |

| Jahr                | 2023 | 2024    |
| ------------------- | ---- | ------- |
| Anzahl der Personen | 113  | 111     |
| Unterschied         |      | −1,76 % |

Nach der Volkszählung 2011 wohnten in Ruský Potok 134 Einwohner, davon (nach nationaler Zuordnung) 69 Russinen, 62 Slowaken und zwei Ukrainer. Ein Einwohner machte keine Angabe zur Nationalität. Als Muttersprache gaben jedoch 128 Einwohner (95,5 %) Russinisch an. Damit war Ruský Potok jene slowakische Gemeinde mit dem höchsten Anteil an Russinisch-Sprechern.
130 Einwohner bekannten sich zur orthodoxen Kirche und ein Einwohner bekannte sich zu einer anderen Konfession. Zwei Einwohner waren konfessionslos und bei einem Einwohner ist die Konfession nicht ermittelt.

## Baudenkmäler
- griechisch-katholische zweitürmige Holzkirche Erzengel Michael im Barockstil aus dem Jahr 1740, nationales Kulturdenkmal, 1956 um einen freistehenden Holzglockenturm ergänzt. Die Ikonostase stammt aus dem 18. Jahrhundert, wertvoll sind in kyrillischer Schrift verfasste liturgische Bücher aus dem 17. Jahrhundert, die in Lemberg und anderen heute ukrainischen Städten gedruckt wurden.